# Rio Pardo (ort)
Rio Pardo är en ort i Brasilien.   Den ligger i kommunen Rio Pardo och delstaten Rio Grande do Sul, i den södra delen av landet, 1 600 km söder om huvudstaden Brasília. Rio Pardo ligger 36 meter över havet och antalet invånare är 26 998.
Terrängen runt Rio Pardo är platt. Det finns inga andra samhällen i närheten.
Omgivningarna runt Rio Pardo är huvudsakligen savann. Trakten runt Rio Pardo är nära nog obefolkad, med mindre än två invånare per kvadratkilometer.